# Dobitnici Porina 2001.
Porin je najuglednija diskografska nagrada u Republici Hrvatskoj. Ustanovljen je 1993. godine od Hrvatske diskografske udruge, Hrvatske glazbene unije, Hrvatskog društva skladatelja i Hrvatske radio televizije, a redovito se godišnje dodjeljuje od 1994. godine.

## Popis dobitnika
Dobitnici diskografske nagrade Porin u 2001. godini. Porin je dodijeljen u 44 kategorija, a nagradu za životno djelo dobili su Nikica Kalogjera i Vladimir Krpan.

## Vanjske poveznice
- www.arhiva.porin.info – Dobitnici Porina 2001.